# ITV (rete televisiva)

I canali in cui si divide ITV in Regno Unito
ITV
STV
UTV

ITV (sigla di Independent Television) è una rete televisiva privata britannica nata dalla fusione di più reti locali indipendenti. È il terzo canale terrestre generalista della televisione britannica.

## Descrizione
Tra le serie televisive più famose prodotte da ITV figurano Le avventure di Sherlock Holmes, L'Ispettore Barnaby, Poirot, Cadfael, Piers Morgan On... e Coronation Street, in onda dal 1960. Produce i talent show X Factor e Britain's Got Talent.
ITV è la prima rete televisiva in Europa a trasmettere pubblicità, mentre i canali britannici della BBC sono finanziati dal canone e non le hanno mai trasmesse.
Sullo stile della BBC News, c'è anche un notiziario dal nome ITV News, con edizioni da 5-10-20-30 minuti, in versione nazionale e a zone, e vanno in onda 7 giorni su 7 alle 13:30 le national news e alle 14:00 le zones news (Lunch News), le principali alle 18:00 le zones news e alle 18:30 le national news (Dinner News), alle 22:00 le national news e alle 22:30 le zones news (News at Ten), in aggiunta gli aggiornamenti del mattino, a cadenza oraria (Breakfast News at 6am-7am-8am-9am) con un altro alle 11:00-12:00. Come side-kick delle news viene trasmesso il meteo col nome ITV Weather, su dati e informazioni di Met Office.
La sede principale del canale si trova a Londra, e tante altre nelle capitali delle zones dell'informazione, come Cardiff e le isole della Manica.

## Palinsesti
- Coronation Street (dal 1960)
- Emmerdale (dal 1972)
- Good Morning Britain (dal 2014)
- ITV News
- Nella casa di Flambards (1979)
- Lorraine (dal 2010)
- Loose Women
- Poirot (Agatha Christie's Poirot) (dal 1989)
- L'ispettore Barnaby (dal 1997)
- I'm a Celebrity...Get Me Out of Here! (dal 2002)
- Miss Marple (Agatha Christie's Marple) (dal 2004)
- Doc Martin (dal 2004)
- The X Factor (2004 - 2021)
- Britain's Got Talent (dal 2007)
- Law & Order: UK (dal 2008)
- The Chase (dal 2009)
- The Cube (dal 2009)
- This Morning (dal 1988)
- Whitechapel (dal 2009)
- Downton Abbey (dal 2010)
- The Jonathan Ross Show (dal 2011)
- Vicious (dal 2013)
- Broadchurch (dal 2013)
- Beowulf: Return to the Shieldlands (2016)
- Victoria (dal 2016)
- Quiz (2020)
- Vera (dal 2011)